# Mr.Wednesday
「Mr.Wednesday」（ミスター・ウェンズデイ）は、PASSPO☆の14thシングル。2016年2月24日にCROWN GOLD（日本クラウン）から発売された。レーベル移籍後の初作品でRe:デビューと称して発売された。

## 解説
所属メンバー2名の離脱等の危機を乗り越え、このシングルからPASSPO☆のメンバーは根岸愛、増井みお、森詩織、安斉奈緒美、藤本有紀美、玉井杏奈、岩村捺未の7人となる。発売に先駆けてお披露目されたPASSPO☆の3代目公式ロゴマークはアメリカのお店に飾ってある電飾のようなデザインで「世界へ羽ばたく年」「さらに飛躍する年」という思いが込められている。
表題曲「Mr.Wednesday」は2015年12月20日に東京ドームシティ・ラクーアで行われたイベントで初披露された。根岸愛によると楽曲の歌詞は「HONEY DISH」の前日譚的な内容となっており、フライト（ライブ）で続けて歌うと効果的だとされている。なお本曲は「PASSPO☆の原点回帰的な曲」と位置付けており、岩村捺未曰く「むっしゅ（佐久間夏帆）が聴いたらすぐ戻りたくなる」程の楽曲だという。
本作の発売に合わせ2016年2月10日に大阪・ESAKA　MUSE、2月17日に名古屋ライブホールM.I.D、2月24日に新宿LIQUIDROOMにおいて『Mr.Wednesday 東名阪フライトツアー』が行われた。また同じプラチナムプロダクションに所属するprediaと同じレーベルという関係もあり、前月27日に発売されたprediaのシングル「刹那の夜の中で」との合同リリースイベントが同年1月30日にラゾーナ川崎プラザ、1月31日に東京ドームシティ・ラクーアにて開催された。 prediaの前田ゆうは森詩織とのツーショット写真と共に「こんなグループと一緒にイベント出来るなんて幸せや」という感想を自身のツイッターで述べている。

## 販売形態
- CRCP-10355（A盤）：CD+DVD、ファーストクラス盤
- CRCP-10356（B盤）：CD+DVD、ビジネスクラス盤
- CRCP-10357（C盤）：CD、エコノミークラス盤

## 収録曲
全作詞・作曲・編曲：ペンネとアラビアータ機長

### CD
1. Mr.Wednesday
2. Musical Party
3. Mr.Wednesday（Instrumental）
4. Musical Party（Instrumental）

### DVD
ファーストクラス盤 Type-A
- Mr.Wednesday（Music Video）

ビジネスクラス盤 Type-B
- Mr.Wednesday（Making of Music Video）

## クレジット
- Sound Producer：ペンネとアラビアータ機長
- All instrumental Programming：ペンネとアラビアータ機長
- Recording Engineer：古賀玄也（#1）、原田アツシ（Dream Monster、#2）
- Recording Studio：元麻布Studio（#1）、ABS Studio（#2）
- Mixing Engineer：福井昌彦（Mix Forest Studio）
- Mastering Engineer：吉野謙志（UNIVERSAL MUSIC STUDIO TOKYO）